# Nicefor II Orsini
Nicefor II Orsini, stgr. Νικηφόρος Β΄ Δούκας (ur. ok. 1328, zm. 1359) – despotes Epiru w latach 1335–1337, 1339-1340 i 1356–1359. Syn Jana II Orsiniego.

## Życiorys
Niepełnoletni Nicefor II został despotesem Epiru w wyniku zwycięstwa stronnictwa probizantyńskiego w targanym walkami stronnictw państwie. Despotes Jan zginął otruty przez żonę Annę, która objąwszy regencję rozpoczęła negocjacje z cesarzem bizantyńskim nad zakresem autonomii rządzonego przez nią Epiru. Jednak Andronik III nie zamierzał negocjować. Na czele dość silnej armii, której trzon stanowiły oddziały tureckie, wkroczył do Tesalii, stłumił powstanie osiedlonych tam plemion albańskich, po czym bez walki wcielił Epir i Akarnanię do Cesarstwa (1337). Rachuby regentki na rządzenie krajem po uznaniu zwierzchnictwa bizantyńskiego zawiodły ją zupełnie. Cesarz przekazał zarząd Epirem namiestnikowi – protostratorowi Synadenosowi. Annie i Niceforowi II – przedstawicielom związanej z tradycją niepodległości Epiru dynastii – wyznaczył na miejsce pobytu Tesalonikę.
Nicefor jednak zbiegł z wyznaczonego mu miejsca pobytu i wkrótce nieoczekiwanie pojawił się na dworze księżnej Achai, Katarzyny de Valois i zaręczył się z jej córką. Dało to sposobność władcom Królestwa Neapolu, których zwierzchnictwo uznawała wówczas Achaja do podjęcia próby przywrócenia wpływów andegaweńskich w Epirze. W 1339 roku andegaweński zarządca Dyrrachionu wzniecił w Epirze powstanie na rzecz złożonego z tronu despotesa. Nicefor II został proklamowany w Arcie władcą Epiru, a protostrator Synadenos znalazł się w więzieniu. Do powstania przyłączyło się jednak zaledwie kilka miast, podczas gdy zdecydowana większość dochowała wierności cesarzowi. Toteż gdy wiosną 1340 roku Andronik III wkroczył do Epiru na czele niewielkiej armii, powstanie upadło samo. Nicefor II musiał wrócić na miejsce honorowego zesłania – otrzymując jako rekompensatę tytuł panhypersebastosa oraz rękę córki Jana Kantakuzena, faktycznego kierownika państwa.
W latach następnych (1343–1348) Epir przeszedł w wyniku kolejnych najazdów w ręce władcy Serbii Stefana IV Duszana. Panowanie serbskie nad Epirem nie przetrwało jednak poza 1355 rok, rok śmierci cara Serbii. Nicefor II wykorzystując zamęt w państwie serbskim i czując się zwolnionym z lojalności względem Cesarstwa po abdykacji teścia, cesarza Jana VI Kantakuzena, opanował w 1356 roku Artę i obalił serbskiego namiestnika Symeona Siniszę, rozpoczynając samodzielne rządy nad Epirem i Tesalią. Próba, podjęta przez Nicefora II, zbliżenia z państwem serbskim, wywołała bunt arystokracji albańskiej, której wpływy w południowym Epirze znacznie wzrosły za panowania Stefana Duszana. Nowy władca podjął energiczne kroki gromadząc armię i wyruszając przeciw buntownikom. Poniósł jednak klęskę i zginął w walce. Władzę nad Epirem odzyskał Symeon Sinisza.